# 臥虎蔵龍
臥虎蔵龍（がこぞうりゅう）は、中国の小説家・王度廬（ワン・ドウルー）の武俠小説。1941年3月16日から1942年3月6日にかけて中国青島の『青島新民報』に連載された。王の『鶴鉄五部曲』の第4部にあたる。
2000年に映画化、2001年にテレビドラマ化された。
2022年現在、日本語による翻訳出版は行われていない。後述の映画作品の日本公開と同時期にアーティストハウスから出版された、映画邦題と同名の書籍（「グリーン・デスティニー」ISBN 978-4-90114-242-7）は、百瀬しのぶによる映画を基にしたノベライズ作品であり、王の小説の翻訳出版物ではない。

## 映画化
2000年にはアン・リー監督によって映画化（米・中合作）され、第73回アカデミー賞において、外国語映画賞、撮影賞、作曲賞、美術賞の4部門を受賞した。

## テレビドラマ化
『グリーン・デスティニー 電視版』（原題：臥虎藏龍、英題：Crouching Tiger, Hidden Dragon）は、2001年に台湾で放送されたテレビドラマ。台湾の電視金鐘奬で最優秀賞、監督賞ほか5部門を受賞した。

### キャスト
| 役名                       | 俳優                       | 日本語吹替 |
| -------------------------- | -------------------------- | ---------- |
| 李慕白（リー・ムーバイ）   | チウ・シンジー（邱心志）   | 咲野俊介   |
| 兪秀蓮（イー・シウリエン） | ハン・ユィ（黄奕）         | 小林さやか |
| 羅小虎（ルオ・シャオフー） | ピーター・ホー（何潤東）   | 落合弘治   |
| 玉嬌龍（イー・ジアオロン） | シュイリン（水霊）         | 松谷彼哉   |
| 孟思昭                     | アンガス・トン（童安格）   | 飯島肇     |
| 高朗秋                     | チャン・ペイワー（張佩華） | 相沢正輝   |

### スタッフ
- 監督：ホアン・ジェンチョン（黄建中）
- 製作：リン・ジュイヤン（林瑞陽）、リャン・カイチェン（梁凱程）
- 製作総指揮：シュー・アンチン（許安進）
- 脚本：リー・リャンクァン（李亮光）
- 武術指導：劉崇峰、張龍英

### ソフト
日本版VHS&DVDは全34話を全5巻に編集したダイジェスト版。ばら売りのレンタル版はマクザムから、BOXセットはジェネオン エンタテインメントから発売。